# Самоодређење
Самоодређење је етички принцип у социјалном раду који признаје право и потребу клијената да буду слободни у доношењу сопствених одлука, као и да преузимају одговорност за своје поступке. Неопходан услов за то је да социјални радник помогне клијенту да препозна своје способности и упозна ресурсе који му стоје на располагању, као и могуће изборе и консеквенце сваког од њих. Типично је да социјални радник помаже клијенту и у имплементацији донете одлуке. Самоодређење је један од основних фактора у успостављању помажућег односа.